# Proto Invention Factory
De Proto Invention Factory is een wetenschapsmuseum gevestigd in de Estse hoofdstad Tallinn. Het werd geopend in oktober 2019. Het museum is gelegen in de voormalige Noblessner-onderzeeërfabriek en biedt tientallen attracties gebaseerd op uitvindingen uit de boeken van Jules Verne. Het museum maakt gebruik van een combinatie van VR-technologie en prototypes van technologie die meer dan een eeuw oud zijn. Daarnaast biedt de Proto Invention Factory educatieve programma's voor studenten en de mogelijkheid om ruimtes te huren voor evenementen. Het museum bevindt zich in de historische Noblessner scheepswerf, een voorbeeld van de industriële architectuur van Tallinn, en maakt deel uit van een grotere ontwikkeling met een kadegebied, appartementen, creatieve ruimtes, een jachthaven en diverse eetgelegenheden.